# Női 200 méteres mellúszás az 1932. évi nyári olimpiai játékokon
Az 1932. évi nyári olimpiai játékokon az úszás női 200 méteres mellúszás  versenyszámát augusztus 7. és 9. között tartották Olimpiai park Úszóstadionban.

## Rekordok
A versenyt megelőzően a következő rekord voltak érvényben:
| Világrekord     | Else Jacobsen (Dánia) | 3:03,4 | Stockholm, Svédország | 1932. május 11.    |
| Olimpiai rekord | Hilde Schrader (GER)  | 3:11,2 | Amszterdam, Hollandia | 1928. augusztus 8. |

A versenyen új rekord született:
| Olimpiai rekord | 1. előfutam | Clare Dennis (AUS) | 3:08,2 | Los Angeles, USA | augusztus 7. |
| Olimpiai rekord | Döntő       | Clare Dennis (AUS) | 3:06,3 | Los Angeles, USA | augusztus 7. |

## Eredmények
Az időeredmények másodpercben értendők. A rövidítések jelentése a következő:
| - Q: továbbjutás helyezés alapján - q: továbbjutás időeredmény alapján | - OR: olimpiai rekord - DNS: nem indult a futamon |

### Előfutam
Minden futam első két helyezettje automatikusan a döntőbe jutott. Az összesített eredmények alapján pedig a legjobb időeredménnyel rendelkező úszó került tovább.
| H        | Név                  | Nemzet                 | E        | Mj       |
| 1. futam | 1. futam             | 1. futam               | 1. futam | 1. futam |
| -------- | -------------------- | ---------------------- | -------- | -------- |
| 1.       | Clare Dennis         | Ausztrália (AUS)       | 3:08,2   | Q, OR    |
| 2.       | Margaret Hoffman     | Egyesült Államok (USA) | 3:14,7   | Q        |
| 3.       | Dorothy Prior        | Kanada (CAN)           | 3:33,2   |          |
|          | Jenny Maakal         | Dél-afrikai Unió (RSA) | DNS      |          |
| 2. futam |                      |                        |          |          |
| 1.       | Else Jacobsen        | Dánia (DEN)            | 3:12,1   | Q        |
| 2.       | Ann Govednik         | Egyesült Államok (USA) | 3:15,9   | Q        |
| 3.       | Cecelia Wolstenholme | Nagy-Britannia (GBR)   | 3:24,5   |          |
| 4.       | Janet Sheather       | Kanada (CAN)           | 3:46,1   |          |
| 3. futam |                      |                        |          |          |
| 1.       | Maehata Hideko       | Japán (JPN)            | 3:10,7   | Q        |
| 2.       | Margery Hinton       | Nagy-Britannia (GBR)   | 3:13,5   | Q        |
| 3.       | Jane Cadwell         | Egyesült Államok (USA) | 3:20,0   | q        |
| 4.       | Maria Lenk           | Brazília (BRA)         | 3:26,6   |          |

### Döntő
| H     | Név              | Nemzet                 | E      | Mj |
| ----- | ---------------- | ---------------------- | ------ | -- |
| Arany | Clare Dennis     | Ausztrália (AUS)       | 3:06,3 | OR |
| Ezüst | Maehata Hideko   | Japán (JPN)            | 3:06,4 |    |
| Bronz | Else Jacobsen    | Dánia (DEN)            | 3:07,1 |    |
| 4.    | Margery Hinton   | Nagy-Britannia (GBR)   | 3:11,7 |    |
| 5.    | Margaret Hoffman | Egyesült Államok (USA) | 3:11,8 |    |
| 6.    | Ann Govednik     | Egyesült Államok (USA) | 3:16,0 |    |
| 7.    | Jane Cadwell     | Egyesült Államok (USA) | 3:18,2 |    |